# Liste von Kohlbrunnen
In dieser Liste sind Kohlbrunnen aufgeführt, also Brunnen im öffentlichen Raum, die den Kohl zum Thema haben.

## Deutschland
| Bezeichnung               | Bild           | Standort                       | Bundesland          | Künstler             | Errichtung Einweihung | Weitere Informationen |
| ------------------------- | -------------- | ------------------------------ | ------------------- | -------------------- | --------------------- | --------------------- |
| Marktbrunnen (Euskirchen) |                | Euskirchen, Alter Markt (Lage) | Nordrhein-Westfalen | Bonifatius Stirnberg | 1986                  |                       |
| Marktbrunnen (Glauchau)   | weitere Bilder | Glauchau, Markt (Lage)         | Sachsen             | Bonifatius Stirnberg | 2001                  |                       |
| Marktbrunnen (Laupheim)   | weitere Bilder | Laupheim, Markt (Lage)         | Baden-Württemberg   | Bonifatius Stirnberg |                       |                       |

## Weitere
| Bezeichnung                    | Bild | Standort                                    | Staat  | Künstler      | Errichtung Einweihung | Weitere Informationen |
| ------------------------------ | ---- | ------------------------------------------- | ------ | ------------- | --------------------- | --------------------- |
| Kohlbrunnen (Kiskunfélegyháza) |      | Kiskunfélegyháza, Holló Lajos Straße (Lage) | Ungarn | Ferenc Kovács | 1982/2019             |                       |